# THAICOM-2
THAICOM-2 – drugi tajlandzki geostacjonarny satelita telekomunikacyjny; pracował na pozycji orbitalnej 78°E w latach 1994-1999. Planowy czas działania satelity wynosił 13,5 roku. Wyłączony i wycofany na orbitę cmentarną 30 października 2010 roku, po 16 latach pracy. Wystrzelony razem z satelitą Solidaridad 2.

## Budowa i działanie
Wobec wzrastających rodzimych potrzeb telekomunikacyjnych, rząd Tajlandii postanowił stworzyć pierwszy krajowy system łączności satelitarnej. W tym celu w październiku 1991 firma Shinawatra Computer and Communications Co. Ltd. (SC&C) zamówiła u amerykańskiej Hughes Space and Communications Company dwa satelity telekomunikacyjne. Król Tajlandii, Bhumibol Adulyadej, zdecydował, że system telekomunikacyjny będzie miał nazwę Thaicom', co miało sugerować połączenie Tajlandii z nowoczesnymi środkami łączności. Satelity otrzymały więc nazwy THAICOM-1 i THAICOM-2. Zdecydowano się na lekkie popularne modele HS-376, w wariancie L, które miały być dostarczone, odpowiednio, w 24 i 28 miesięcy. Hughes zbudował również stację kontroli i odbioru w prowincji Nonthaburi. Statek pozostawał własnością rządową - przekazany ministerstwu informatyzacji, łączności  i technologii 20 października.
Satelita posiadał trzy transpondery pasma Ku, w tym jeden zapasowy, zasilany 47 watową lampą o fali bieżącej. Pozwalało to uzyskać EIRP o wartości 50 dBW. Dodatkowo przenosił 12 transponderów pasma C, w tym 2 zapasowe, korzystające z 11 watowych wzmacniaczy. Zapewniały one większe pokrycie terytorialne (od Japonii po Singapur), przy EIRP od 33 do 38 dBW.
Zasilanie satelity pochodziło z akumulatorów niklowo-wodrowych, ładowanych przez krzemowe ogniwa słoneczne o mocy 800 W. 
Kontrakt przewidywał gwarancję 13,5 roku działania, wobec normalnych 8-10 lat dla modeli HS-376. Satelita zakończył pracę w 2010 roku.